# Emma Zilli
Emma Zilli (Fagagna, 11 novembre 1864 – L'Avana, gennaio 1901) è stata un soprano italiano, particolarmente nota per avere creato i personaggi di Alice nel Falstaff di Giuseppe Verdi e di Atenaide nell'opera omonima di Pier Adolfo Tirindelli.

## Biografia
Studiò dapprima come pianista e divenne cantante solo dopo il matrimonio con il pittore Giacomo Zilli, nel 1882. Debuttò in teatro nel 1887 a Ferrara come Paolina in Poliuto di Donizetti e nel 1889 cantò per la prima volta alla Scala di Milano, come Camille in Zampa di Hérold.  Nello stesso teatro creò il ruolo di Alice Ford nel Falstaff di Verdi  (1893), ruolo con cui nel 1894 debuttò al Covent Garden nella première britannica dell'opera.  La locandina  dell 'epoca ci fa sapere che a Venezia, al Teatro Malibran, il 23-8-1894, in occasione della prima rappresentazione di "Maruzza", di Pietro Floridia, è stata la creatrice del ruolo eponimo a fianco del tenore Giuseppe Borgatti. 
La Zilli aveva grandi doti di attrice, ma la sua voce possedeva un accentuato vibrato, non da tutti gradito. Tra i suoi ruoli favoriti quelli della protagonista in Manon Lescaut e di Fidelia in Edgar di Puccini.
Quando era all'apice della carriera si ammalò di febbre gialla durante una tournée in Sudamerica e morì a Cuba, all'Avana.

## Repertorio
- Vittorio Baravalle
  - Andrea del Sarto (Lucrezia)
- Arrigo Boito
  - Mefistofele (Elena; Margherita)
- Gaetano Donizetti
  - Gemma di Vergy (Gemma)
  - Poliuto (Paolina)
  - La favorita (Leonora)
  - Maria di Rohan (Maria)
- Christoph Willibald Gluck
  - Alceste (Alceste)
- Charles Gounod
  - Faust (Margherita)
- Fromental Halévy
  - L'ebrea (Rachele)
- Ferdinand Hérold
  - Zampa (Camille)
- Ruggero Leoncavallo
  - Pagliacci (Nedda)
- Pietro Mascagni
  - Cavalleria rusticana (Santuzza)
- Giacomo Meyerbeer
  - Gli ugonotti (Valentina)
  - L'africana (Sélika)
- Amilcare Ponchielli
  - La Gioconda (Gioconda)
- Giacomo Puccini
  - Le Villi (Anna)
  - Manon Lescaut (Manon Lescaut)
  - La bohème (Mimì)
  - Edgar (Fidelia)
- Pier Adolfo Tirindelli
  - Atenaide (Atenaide)
- Giuseppe Verdi
  - Ernani (Elvira)
  - Attila (Odabella)
  - Il trovatore (Leonora)
  - Un ballo in maschera (Amelia)
  - Aida (Aida)
  - Otello (Desdemona)
  - Falstaff (Mrs. Alice Ford)
- Richard Wagner
  - Lohengrin (Elsa di Brabante)
  - La Valchiria (Brunilde)